# Танганъюрская Сарча
Танганъюрская Сарча — болото в Таборинском муниципальном районе и Гаринском городском округе Свердловской области, Россия.

## Географическое положение
Болото Танганъюрская Сарча расположено в муниципальном образовании «Таборинский муниципальный район» и в «Гаринском городском округе» Свердловской области, в долине реки Тавда. Болото площадью 90 км². В южной части болота находится болото Ятьинское и озера Ятьинское и Олентур. В западной части исток реки Ятья (левый приток реки Чишья, бассейн реки Тавда). В целом болото непроходимо с глубиной свыше 2,0 метров.